# Bassa (Westafrika)

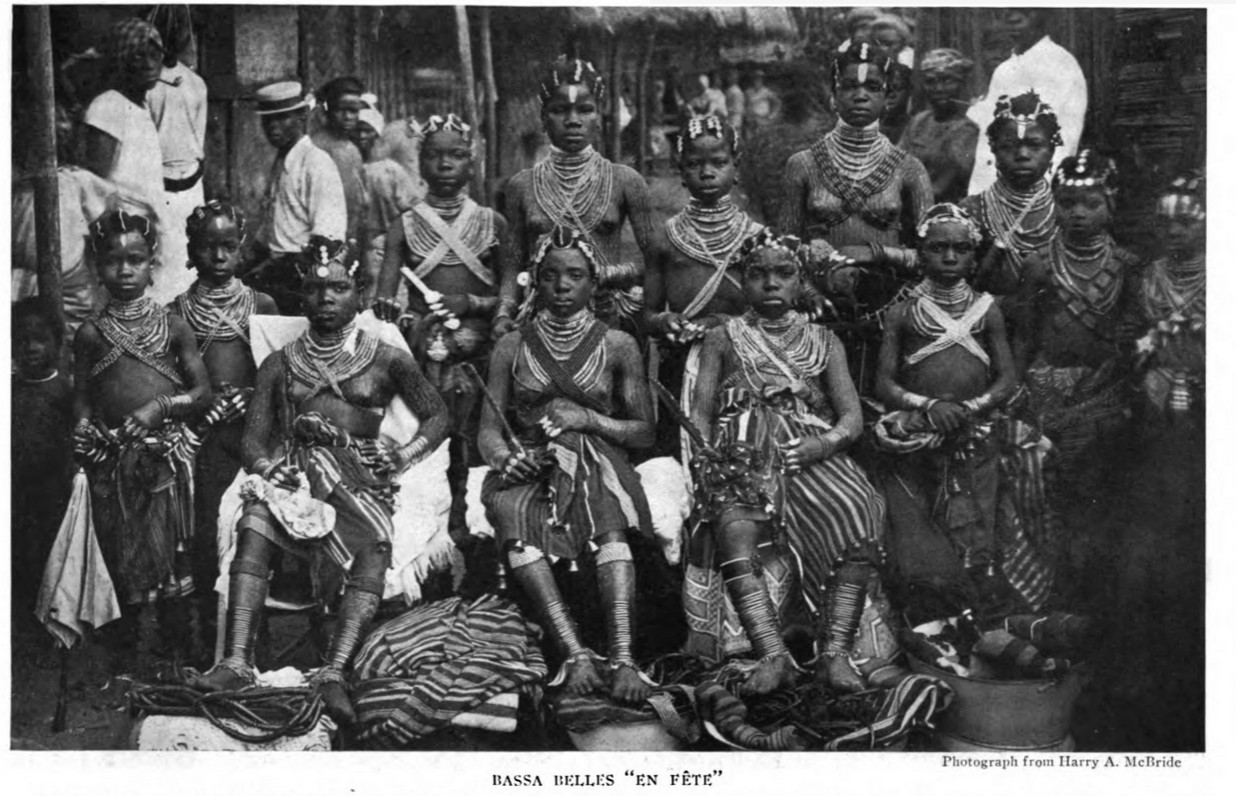
Bassa-Frauen (1922)

Die Bassa sind das zweitgrößte Volk Liberias und leben im Grand Bassa County, dem River Cess County sowie im Montserrado County.
Insgesamt leben in Liberia 350.000 Bassa (Volkszählung 1991). Es gibt aber auch 5.000 Bassa in Sierra Leone. Sie sprechen die Sprache Bassa, eine Kru-Sprache, und haben ihre eigene Schrift entwickelt – genannt "Bassa" oder "Vah", welches sich im 19. Jahrhundert entwickelt hat. Traditionell haben die Bassa ihre eigene westafrikanische Religion, doch seit dem 18. Jahrhundert praktizieren sie auch das Christentum.

## Geschichte
Die Bassa (neben den Dei, Bassa, Kru, Krahn und Grebo), auch bezeichnet als Kwa-Sprecher, können ihre historischen Wurzeln bis nach Ägypten zurückführen. Als das Adbassa-Reich im 6. Jahrhundert zusammenbrach, migrierten sie von Ägypten nach Bassa-ri, welches Teile des heutigen Senegal, Kongo, Sierra Leone, Liberia, Togo und Kamerun mit einschloss. Das Adbassa-Reich residierte drei Jahrhunderte neben den Reichen Bornu, den Hausastaaten und den Yoruba-Königreichen.